# 巨大家蠊
巨大家蠊是臺灣特有的蜚蠊科家蠊屬物種，棲息於全島中低海拔的闊葉林。雄蟲體長49.8至54.5毫米，是已知體型最大的家蠊。